# Clubiona reclusa
Clubiona reclusa es una especie de araña araneomorfa del género Clubiona, familia Clubionidae. Fue descrita científicamente por Octavius Pickard-Cambridge en 1863.
Habita en Europa, Turquía, Rusia (Europa al sur de Siberia) y Kazajistán.